# クリストフ・プロープスト

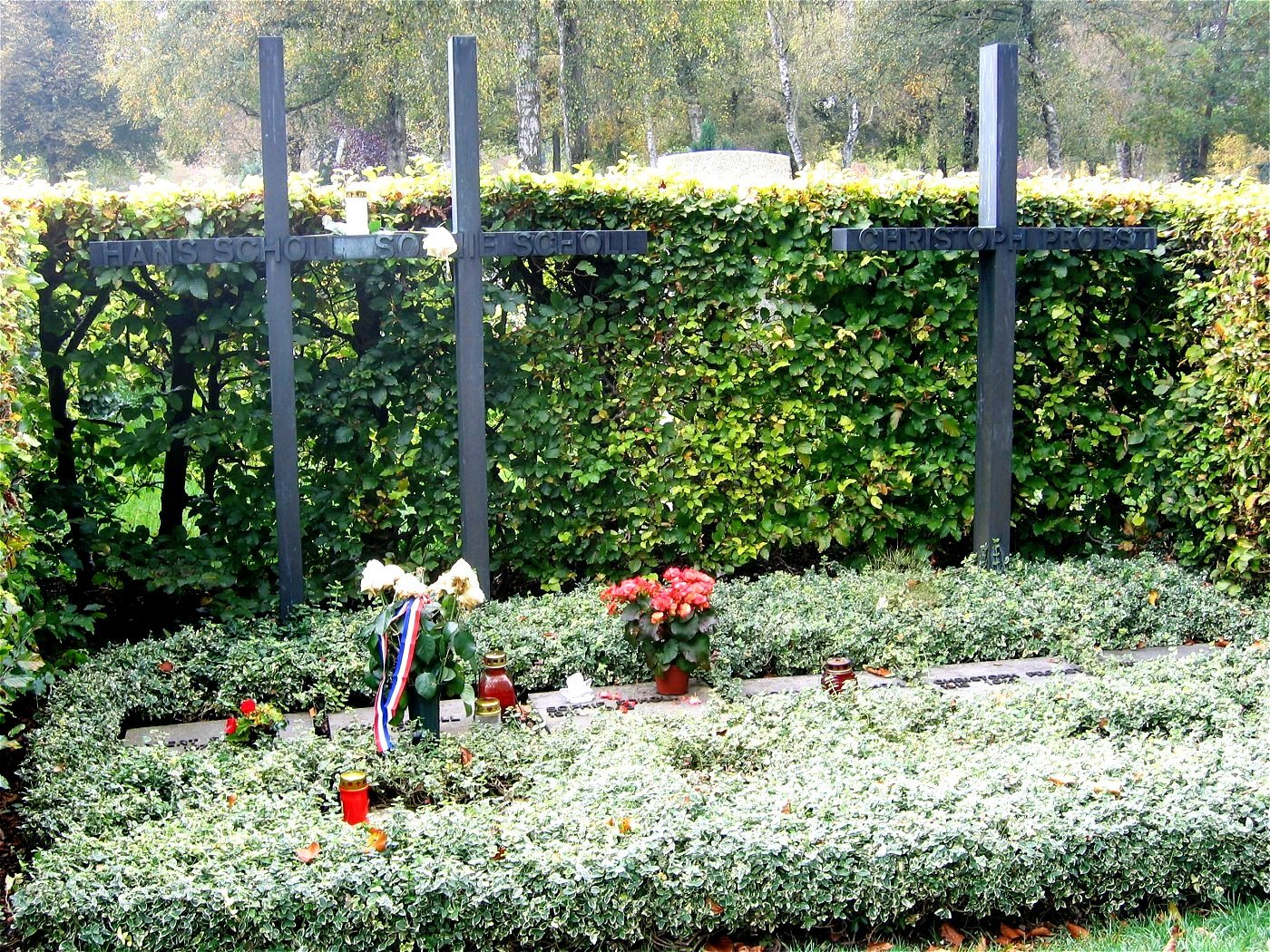
ミュンヘン市内のプロープストとショル兄妹の墓

クリストフ・プロープスト（ドイツ語: Christoph Probst, 1919年11月6日 - 1943年2月22日）は、白バラ抵抗運動 (Die Weiße Rose) のメンバーの一人。ビラの配布の手段を通してナチス・ドイツに抵抗するも国家反逆罪により、民族裁判所で死刑判決を受け、処刑された。

## 生涯
1919年、ドイツ・バイエルン州のムルナウ・アム・シュタッフェルゼーに生まれる。両親は離婚し、継母がユダヤ人であった。1935年、『白いバラ』の同志になるアレクサンダー・シュモレルと知り合いになる。1936年、父親が死亡する。1937年3月、大学入学資格試験に合格。ドイツ空軍で1年の兵役につき、1939年、ミュンヘン大学医学部に入学する。1940年、ヘルタ・ドールンと結婚し、同年の6月に長男が生まれる。後に逮捕されるまでに、3児の父親となる。
1942年6月より行われた『白いバラ』のリーフレット撒布には中心人物として参加した。同年11月、インスブルックに行く。1943年2月、『白いバラ』同志のハンス・ショルとシュモレルが「ヒトラー打倒」と壁に落書きをしたが、そのことに対してプロープストは「無謀な行為である」と非難した。
1943年2月18日にショルとその妹ゾフィー・ショルが逮捕され、その翌日にプロープストもインスブルックにて逮捕される。ショル兄妹は、3児の父親でもあるプロープストをかばおうとしたが、2月22日の人民法廷で、ローラント・フライスラーにより死刑の判決が下され、その日にシュターデルハイム刑務所にて刑が執行された。